# Сёньи, Эржебет
Эржебет Сёньи (венг. Szőnyi Erzsébet; 25 апреля 1924, Будапешт, Венгрия — 28 декабря 2019, там же) — венгерский композитор, музыковед и педагог.

## Биография
Училась в Музыкальной академии Ференца Листа (1942-47) у Яноша Вишки (композиция), Эрнё Сегеди (фортепиано), Яноша Ференчика (дирижирование) и в Парижской консерватории (1947-48) у Нади Буланже (композиция). С 1948 года преподаёт в Высшей музыкальной школе, а с 1959 года в Музыкально-педагогическом институте (Будапешт). Написала теоретическую работу о педагогическом методе Золтана Кодаи.

## Сочинения
- опера «Песнь» / Dalma (по Мору Йокаи, 1953, Будапешт)
- опера «Упрямая принцесса» / A makrancos királylány (1955, Будапешт)
- опера «Флорентийская трагедия» / Firenzei tragédie (1959, Будапешт)
- зингшпиль «Мнимый больной» / Képzelt beteg (по Мольеру, 1961, Будапешт)
- опера «Эльфрида» / Elfrida (1985, Будапешт)
- детские оратории

## Награды
- 1947 — Премия имени Ференца Листа
- 1959 — Премия имени Ференца Эркеля.
- 2006 — Премия имени Лайоша Кошута